# سحلية دودية متغيرة
سحلية دودية متغيرة (الاسم العلمي: Amphisbaena varia) هي نوع من الزواحف تتبع جنس السحلية الدودية من فصيلة السحالي الدودية.